# Balaton-medence
A Balaton-medence a Dunántúli dombság egyik középtája. A Balaton Közép-Európa legnagyobb tava. A tavat körbevevő Balaton-medence a pleisztocén – holocén időkben alakult ki a Dunántúli-középhegység déli oldalán. A tó kiterjedése az idők folyamán sokszor változott, volt amikor a tó vize elfoglalta a Tapolcai-medencét, és része volt a Kis-Balaton és a Nagy-Berek is. A tó északi, déli és keleti magaspartjait a hullámzás alakította ki. A visszahúzódó víz pedig homokturzásokat emelt. Ezek elzárták az élő tó vizétől a déli partok berekvidékét.

## Természetvédelem
A Balaton hossza 77 km. Szélessége 1,5 – 14 km között változik. Vízét a Zala folyó és környezetének csapadékvize táplálja. A vízfelesleget mesterségesen a Sió-csatornán keresztül vezetik le. A Balaton-medence fontos kistájegysége a Kis-Balaton. A Kis-Balaton és a partot szegélyző nádasok és berkek a természetes szűrő szerepét játszották. A Zala szabályozásával és a Kis-Balaton lecsapolásával ez a természetes szűrő hatás megszűnt és a Zala-folyóból valamint a közvetlen vízgyűjtő területről egyre több szennyező anyag került a tóba. Ezt súlyosbította, hogy 1969-ben újabb üdülőterületek parcellázását engedélyezték. Az egyre növekvő turista forgalom, a motorcsónakokból kikerülő üzemanyag, a strandolók fekáliája és a különböző kozmetikai szerek tovább szennyezték a tó vízét. A fordulópontot az 1982-es algavirágzás jelentette, ekkor vált nyilvánvalóvá, hogy a környezetkárosítás visszafordíthatatlanná vált.
A legfontosabb A Kis-Balaton rekonstrukciója. A Kis-Balaton területén egy nagy és több sekély víztározót hoztak létre. Ezek feladata, hogy amennyiben elszaporodnak bennük a vízinövények, biztosítsák a Kis-Balaton eredeti, szerves és szervetlen szennyezéseket megkötő képességét és funkcióját. A tározók hatásáról mind a mai napig jelentős viták folynak. Egyrészt nem kellően ismert a megbolygatott lápok talajából a Balatonba kerülő huminsavak hatása, másrészt a sekély tározók vize nyaranként erősen felmelegszik és ennek hatására nagy mennyiségű alga kerül a tóba.

## A tájegység részei
A Kis-Balaton és a Nagy-Berek eredetileg a Balaton része volt. A Kis-Balaton medencéjét a Balatontól a Castrum-hát választja el, és egy további másik futóhomok hát osztja két részre a Kis-Balaton területét. A Kis-Balaton medencéjének feltöltését a Zala kezdte és a folyószabályozás tovább csökkentette a vizes élőhelyeket.
A Nagy-Berek medencéje turzások révén szakadt el a Balatontól. Ennek délre nyúló öblözeteit a Fonyódi-hegy és egy, annak folytatásában elnyúló homokhát osztja ketté. A nyugati rész a névadó Nagy-Berek, a keleti az ú.n. Ordai-Berek.
Az Ordai-Berektől keleti irányban nyúlik el a Balaton déli és keleti partja mentén a Somogyi parti sík kistájegysége. Ennek keskeny, pár km széles, parti sávja csak a meridionális völgyek közé szorult turzásokkal elzárt berkeknél szélesedik ki. Északon a dombhátak 10-70 méteres abráziós partfalakkal szakadnak a Balatonba. Ilyen vulkanikus tanúhegyek a szemesi, balatonföldvári, az aligai vagy a kenesei magaspartok. Különleges jelenségei a tájnak a bazalttufából álló boglári és a fonyódi várhegy.
A tájegység klimatikus viszonyait nagymértékben befolyásolja a Balaton közelsége. A tó nyáron a nagy meleget enyhíti, télen, kivéve azokat a teleket amikor nem hízik túl vastagra a tó jege, a hideget enyhíti. A talaj más ártéri síkságok talajához hasonlóan lápos réti és síklápi talaj.